# Rimske terme
V antičnem Rimu so bile termae – terme (iz grškega θερμός thermos, 'vroče') in balneae (iz grškega βαλανεῖον balaneion) objekti za kopanje. Terme se običajno nanašajo na velike cesarske kopališke komplekse, balneje pa so bile manjši objekti, javni ali zasebni, ki so obstajali v velikem številu po vsem Rimu. 
Večina rimskih mest je imela vsaj eno, če ne več takih zgradb, ki so bile središča ne le za kopanje, temveč tudi za druženje in branje. Za zasebne vile, mestne hiše in utrdbe so bile predvidene tudi hišne kopalnice. Oskrbovali so jih z vodo iz sosednje reke ali potoka ali bolj običajno z akvaduktom. Voda bi se ogrevala z ognjem, preden bi jo preusmerili v vroče kopalnice. Vitruvij v De Architectura razpravlja o oblikovanju kopeli.

## Terminologija
Thermae, balneae, balineae, balneum in balineum se lahko prevedejo kot 'kopel' ali 'kopeli', čeprav se med temi izrazi razlikujejo latinski viri.
Balneum ali balineum, ki izhaja iz grškega βαλανεῖον , pomeni, v primarnem smislu, kopel ali kopalno posodo, tako kot jo je večina oseb, ki so imele posesti med Rimljani, imela v lastnih hišah  in zato je prostor, v kateri je bila kopel , tudi ustrezen prevod besede balnearium. Majhen balneolum je sprejel Seneca za označitev Scipijeve kopalnice v vili v Liternumu v Kampaniji in se izrecno uporablja za označevanje skromnosti republikanskih manir v primerjavi z razkošjem tistega časa. Toda, ko so kopeli zasebnikov postale bolj razkošne in so obsegale veliko sob, je bila namesto ene majhne sobe, ki jo je opisal Seneca, sprejeta množinska oblika balnea ali balinea, ki se je še vedno, v pravilnem jeziku, nanašala samo na kopeli zasebnikov. Tako Cicero poimenuje kopeli v vili svojega brata Kvinta  balnearia.
Balneae in balineae, ki po Varoju nimata edninske oblike, so bile javne kopeli. Toda ta natančnost dikcije je zanemarjena pri številnih poznejših pisateljih, zlasti pa pesnikih, med katerimi balnea ni redko uporabljena v množini, da bi označila javne kopeli, ker beseda balneae ni bila vstavljena v heksametrski verz. Tudi Plinij mlajši v istem stavku uporablja množino balnea za javno in balneum za zasebno kopel. 
Thermae (grško: ρέρμαι, Thermai, 'vroči izviri, vroče kopeli', iz grškega pridevnika termos, 'vroče') so pomenile tople vrelce ali kopeli tople vode; vendar se je začela uporabljati za tiste veličastne zgradbe, ki so rasle pod imperijem, namesto preprostih balneae iz obdobja republike, ki so v svojem območju zgradb vključevale vse pripadajoče grške gimnazije, kot tudi redno možnost za kopanje . Pisatelji pa uporabljajo te izraze brez razlikovanja. Tako so kopeli, ki so jih postavili Klavdij Etrusk, svobodni cesar Klavdij I., oblikoval pa balnea Statij  in Martial  Etrusci thermulae. V epigramu Martial - sububice balneum thermis - izrazi ne veljajo za celotno zgradbo, temveč za dve različni komori v isti stavbi.

## Zgradba term
Javno kopališče je bilo zgrajeno okoli treh glavnih prostorov: Caldarium (vroča kopel), tepidarium (topla kopel) in frigidarium (hladna kopel). Nekatere terme so imele tudi parne kopeli: sudatorium, vlažna parna kopel in laconicum, suha topla soba, podobno kot sodobna savna.
Za ponazoritev bo v članku opisana postavitev pompejskih starih kopališč, ki so na forumu, med najbolj ohranjenimi rimskimi kopelmi. Sklicevanja se nanašajo na tloris na sliki desno. 
Celotna zgradba obsega dvojno kopališče, eno za moške in drugo za ženske. Ima šest različnih vhodov iz ulice, od katerih eden (b) dovoljuje vstop v manjši ženski del. Pet drugih vhodov vodi do moškega oddelka, od tega dva (c in c2), neposredno komunicirajo s pečmi, preostali trije (a3, a2, a) pa s kopalnimi prostori.

### Atrij
Skozi glavni vhod, (komaj viden, desna stran, ena tretjina celotne dolžine od zgoraj), ki se z ulice odcepi po ozki stezi, ki obdaja stavbo, in po treh stopnicah se kopalec znajde v majhni sobi na levi (x) z vodo za stranišče (latrina) in nadaljuje v pokrit portik (g, g), ki je tekel okrog treh strani odprtega dvorišča (atrij, A). Ti so skupaj tvorili preddverje kopališča (vestibulum balnearum) , v katerem so čakali služabniki.

#### Uporaba atrija
Ta atrij je bil vadbeni prostor za mlade moške ali pa je služil kot sprehajališče za obiskovalce kopališč. V tem dvorišču je bil prav tako nameščen paznik kopališča (balneator), ki je zahteval quadrans, ki jih je plačal vsak obiskovalec. Prostor f, ki teče nazaj iz portika, bi mu lahko bil pripisan; toda najverjetneje je bil to oekus ali eksedra, za udobje višjih razredov, medtem ko so čakali na vrnitev njihovih znancev iz notranjosti. Na tem dvorišču so bili objavljeni oglasi za gledališče ali druge napovedi splošnega pomena, od katerih je en napovedoval gladiatorsko predstavo, še vedno prisotna. Ob straneh vhoda so bili sedeži (scholae).

### Apoditerium in frigidarium
Prehod (c) vodi v apoditerij (B), prostor za slačenje, v katerem se morajo vsi obiskovalci srečati, preden vstopijo v kopeli. Tu so kopalci odstranili svoja oblačila, ki so jih prevzeli sužnji, znani kot capsarii, ki so bili v preteklosti znani po nepoštenosti. Apodyterium je bil prostorna komora s kamnitimi sedeži na treh straneh stene (h). Na stenah so še vedno vidne luknje, ki najverjetneje označujejo mesta, kjer so bile postavljene kljuke za kopalčeva oblačila. Komora je bila osvetljena s steklenim oknom in je imela šest vrat. Ena od njih je pripeljala do tepidarija (D), druga pa v frigidarij (C), s hladno potopno kopeljo (imenovano loutron, natatio, natatorium, piscina, baptisterium ali puteus; izraza natatio in natatorium) kažejo, da so bile nekatera od teh kopališč tudi bazeni). Kopel v tej komori je iz belega marmorja, obdana z dvema marmornima stopnicama.
V izdaji Harperjevega slovarja klasičnih starin iz leta 1898 so bile ponazorjene ilustracije prostorov Foruma v Pompejih:
- Apoditerij
- Frigidarij
- Tepidarij

### Tepidarium
Iz apoditerija je kopalec, ki je želel iti skozi toplo kopel in potenje, vstopil v tepidarij (D). Ni vsebovala vode niti v Pompeji niti v Hipiasovih termah, temveč je bila zgolj ogrevana s toplim zrakom prijetne temperature, da bi telo pripravila na veliko toploto hlapov in toplih kopeli in po vrnitvi preprečiti preveč nenaden prehod na prosto. V kopališčih v Pompejih je ta komora služila tudi kot apodyterium za tiste, ki so vzeli toplo kopel. Stene imajo več ločenih oddelkov ali vdolbin za sprejem oblačil, ko jih vzamete. Predeli so med seboj razdeljeni s številkami, ki se imenujejo Atlantes ali Telamones, ki štrlijo iz zidov in podpirajo bogat venec nad njimi v širokem loku.
V prostoru so našli tudi tri bronaste klopi, ki so jih ogrevali, kot tudi hipokavst v sosednjem prostoru, kot z bronastim grelcem (foculus), v katerem je bil pri izkopavanju še vedno pepel oglja. Sedenje in potenje poleg takega grelca se je imenovalo ad flammam sudare.
Tepidarium je na splošno najbolj okrašen prostor v kopališču. V prostorih Foruma v Pompejih je na tleh mozaik, ima obokan strop, okrašen s štukaturo in poslikan na barvnih tleh, stene so rdeče.
Naoljenje so izvajali sužnji, imenovani unctores in aliptae. Včasih se je zgodilo pred odhodom v vročo kopel in včasih po hladni kopeli, preden so se oblekli, da bi preverili potenje . Nekatera kopališča so imela v ta namen poseben prostor (destrictarium ali unctorium).

### Kaldarij
Iz tepidarija so se odprla vrata v caldarium (E), katerih mozaična tla so bila neposredno nad pečjo ali hipokavstom. Stene so bile votle, za okrašenim ometom je bil en del stene narejen iz med seboj povezanih votlih opek, imenovanih tubuli lateraci, ki so tvorile velik dimnik, napolnjen z ogrevanim zrakom. Na enem koncu je bil okrogel bazen (labrum), na drugem pa je bil s ploščadi (schola) stopnicam približan četverokoten prostor za kopanje (puelos, alveus, solium, calida piscina). Labrum je imel hladno vodo, za polivanje kopalčeve glave, preden je zapustil sobo. Ti bazeni so bili marmorni v forumih, vendar slišimo o alvejih iz srebra . Zaradi velike toplote v prostoru je bil caldarium nežno okrašen.

### Laconicum
Stare kopeli niso imele laconicuma, ki je še bolj vroč kot Kaldarij in se uporablja za znojenje brez kopeli. Rečeno je bilo, da ga je v Rimu uvedel Agripa , imenovali pa so ga tudi sudatorium in assa.

### Servisno območje
Apoditerij ima prehod (q), ki komunicira z ustjem peči (i), ki se imenuje praefurnium ali propigneum; mimo tega odseka se pride v komoro M, v kateri predvidevajo praefurnium in ki je dostopen z ulice. Dodeljen je bil fornacatores ali osebam, ki so bile odgovorne za ogenj. Od dveh stopnišč eno vodi do strehe kopeli in eno do kotlov, ki so vsebovali vodo.
Na voljo so bili trije kotli, od katerih je bila v enem (caldarium vas) vroča voda; drug z mlačno  in tretji z mrzlo vodo. Topla voda je bila s cevjo skozi steno, označeno na tlorisu, speljana v toplo kopel. Pod vročo komoro je bila postavljena krožna peč d, premera več kot 7 čevljev, ki je ogrevala vodo in polnila vroči zrak v votle celice hipokavsta. Iz peči pod prvim in zadnjim kotlom sta šli dve dimni cevi, ki sta označeni na planu. Kotel, ki je vseboval toplo vodo, je bil nameščen takoj nad pečjo in ko je bila voda speljana od tam, je bila dobavljena iz naslednjega, tepidarija, ki je bil dvignjen nekoliko višje in je stal malo stran od peči. Ta je bila že precej ogreta od stika s pečjo in hipokavstom pod njo, tako da je oskrbovala pomanjkljivost prvega, ne da bi materialno zmanjšalo njegovo temperaturo; in voda v tej zadnji posodi je bila ponovno napolnjen od najbolj oddaljenega, ki je vseboval hladno vodo, ki jo je dobival neposredno iz kvadratnega rezervoarja, ki je bil viden za njim. Samih kotlov ni več, vendar so odtisi, ki so jih pustili v malti, v katero so bili vstavljeni, jasno vidni in nam omogočajo, da določimo njihove pozicije in dimenzije. Zdi se, da so bili taki kotli imenovani miliaria podobnih oblik kot miljni kamen.
V ozadju kotla vodi še en hodnik v dvorišče ali atrij (K), ki je bil dodeljen služabnikom kopališč.

## = Žensko kopališče
Sosednji manjši sklop kopeli je bil dodeljen ženskam. Vhod je ob vratih b, ki vodijo v manjši predprostor (m) in od tam v apodyterium (H), ki ima, tako kot v moškem delu, sedeže (pulvinus, gradus) na obeh straneh ob zidu. Sledijo hladne kopeli (J), ki so veliko manjših dimenzij kot za moške. V notranjosti so štiri stopnice, da se spusti vanje.
Nasproti vratom vhoda v apodyterium so še ena vrata, ki vodijo do tepidarium (G), ki prav tako komunicira s toplo komoro (F), na eni strani katere je topla kopel v kvadratni vdolbini in dlje labrum. Tla v tej komori so odstranjena in stene perforirane za dimne cevi, kot je to v moških kopalnicah. Tepidarij v ženskih kopelih ni imel grelca, temveč je imel obešena ali viseča tla.

## Namen
Kopališča so pogosto vključevala, poleg treh zgoraj navedenih glavnih prostorov, tudi palaestro ali zunanjo gimnazijo, kjer so se moški ukvarjali z različnimi igrami in vajami. Tam so se med drugim dvigale uteži in metalo disk. Moški bi se oljili (milo je bilo še vedno razkošje in ni bilo  široko dostopno), prhali in odstranjevali presežek s strigilom (prim. znan Lizipov kip Apoksiomenos v Vatikanskih muzejih). Pogosto bogati kopalci bi prinesli capsariusa - sužnja, ki je nosil gospodarjeve brisače, olje in strigil v kopališče, nato pa so jih v kopališčih čuvali, saj so tatovi in žeparji vedeli, da se pogosto kopajo.
Slačilnica je bila znana kot apodyterium (od grškega apodyterion od apoduein 'vzeti).

## Kulturni pomen
V mnogih pogledih so bila kopališča starodavni rimski ekvivalent centrov skupnosti. Ker je proces kopanja trajal dolgo, je bil potreben pogovor. Mnogi Rimljani so uporabili kopeli kot prostor za povabilo prijateljev na večerne zabave in mnogi politiki so šli na kopanje, da bi prepričali sodržavljane, da se pridružijo njihovim predlogom. Terme so imele poleg kopeli tudi veliko pritiklin. Obstajale so knjižnice, prostori za branje poezije in kraji za nakup in uživanje hrane. Moderni ekvivalent bi bil kombinacija knjižnice, umetniške galerije, nakupovalnega središča, restavracije, telovadnice in spaja. 
Ena od pomembnih funkcij kopeli v rimski družbi je bila njihova vloga, ki bi jo danes obravnavali kot »podružnica knjižnice«. Mnogi v širši javnosti niso imeli dostopa do velikih knjižnic v Rimu, zato so bile kot kulturna ustanova kopališča pomemben vir, kjer bi bolj običajni državljani uživali v razkošju knjig. Trajanove, Karakalove in Dioklecijanove terme so vsebovala prostore, ki so bili določeni kot knjižnice. Identificirane so bile skozi arhitekturo kopalnic. Prisotnost niš v stenah naj bi bila knjižna stojala in pokazala so se dovolj globoka, da so vsebovala starodavne zvitke. O časih, ko je v kopališčih obstajala javna knjižnica, je malo dokumentiranega, vendar so ugotovili, da je obstajal suženj iz cesarskega gospodinjstva označen kot »vzdrževalec grške knjižnice kopališča« (vilicus Thermarum bybliothecae Graecae). Vendar pa to lahko samo nakazuje, da je isti suženj opravljal dve vlogi: vzdrževalec kopeli (vilicus thermarum) in zaposlen v grški knjižnici (bybliothecae Graecae). Razlog za to razpravo je, da sta Julij Cezar in Gaj Azinij Polion, čeprav sta zagovarjala dostop javnosti do knjig in da so knjižnice odprte za vse bralce, pustila malo dokazov, da so javne knjižnice obstajale v sodobnem smislu. Bolj verjetno je, da so se te obstajale za bogato elito .
Kopališča so bila mesto pomembnih skulptur; med dobro znanimi deli, ki so jih odkrili v Karakalovih termah, je Farnezijski bik in Farnesejev Herkul, v večji meri pa domoljubne figure v naravni velikosti iz začetka 3. stoletja, ki spominjajo na sovjetski socialistični realizem (zdaj v muzeju Capodimonte v Neaplju).
Rimljani so verjeli, da je za dobro zdravje pomembno kopanje, prehranjevanje, masaža in vadba. Kopališča so torej imela vse te stvari v izobilju. Ker so se nekateri državljani kopali večkrat na teden, je bila rimska družba presenetljivo čista .
Na vprašanje tujca, zakaj se je kopal enkrat na dan, naj bi rimski cesar odgovoril: »Ker nimam časa za kopanje dvakrat na dan« .
Cesarji so pogosto zgradili kopališča, da bi si pridobili naklonjenost in ustvarili trajni spomenik svoje velikodušnosti. Če bi bogati Rimljan želel pridobiti naklonjenost ljudstva, bi se lahko dogovoril za dan prostega vstopa v njegovem imenu. Na primer, senator, ki je želel postati tribun, bi lahko plačal vse vstopnine za določeno kopališče na svoj rojstni dan, da bi postal znan ljudem na tem območju.

## Lokacije
Kopališča so se razširila po vsem imperiju. Tam, kjer so obstajali naravni vroči izviri (kot v Bath v  Angliji, Băile Herculane v Romuniji ali Aquae Calidae pri Burgasu in Serdica (danes Sofija) v Bolgariji), so okrog njih zgradili terme. Alternativno je bil uporabljen sistem hipokavsta  za ogrevanje vodovodne vode iz peči (praefurnium).

## Ostanki rimskih javnih kopališč
Številna rimska javna kopališča so ohranjena kot ruševine ali v različni stopnji ohranjanja. Med najbolj opaznimi so rimske terme v Bathu in rimsko kopališče Ravenglass v Angliji, ter Karakalove, Dioklecijanove, Titove, Trajanove terme v Rimu in kopališča v Sofiji in Varni. Verjetno najbolj popolne so različne javne in zasebne kopeli v Pompejih in bližnjih mestih.